# 埃米利奥·塞格雷

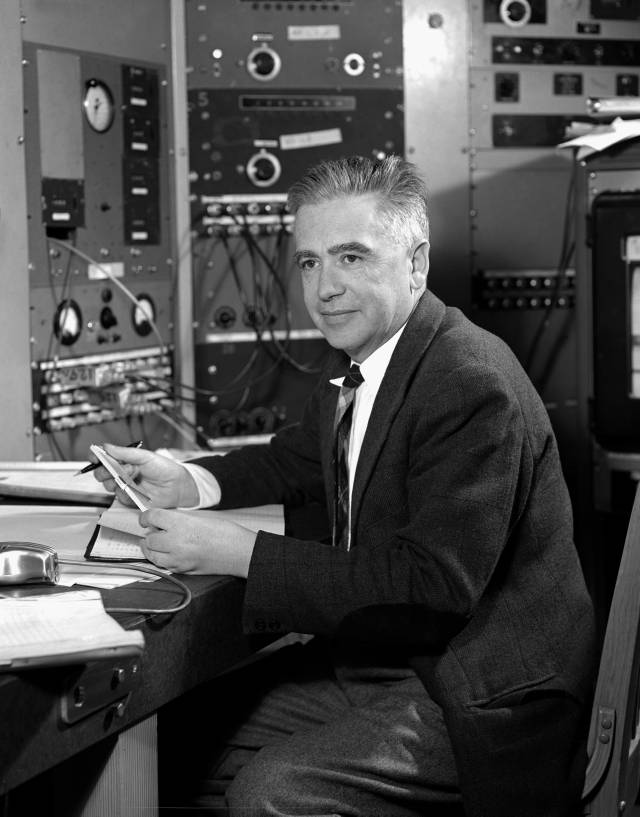
埃米利奥·塞格雷

埃米利奥·吉诺·塞格雷（義大利語：Emilio Gino Segrè，1905年1月30日—1989年4月22日），犹太裔意大利-美国物理学家，因与欧文·张伯伦发现反质子而共同获得1959年诺贝尔物理学奖。